# Pothyne luteomaculata
Pothyne luteomaculata là một loài bọ cánh cứng trong họ Cerambycidae.